# 동의대학교 사건
동의대학교 사건은 1989년 5월 동의대학교의 입시부정에 항의하던 동의대학교 학생들이 인근 파출소에 화염병을 던짐으로 폭력이 시작됨. 전투경찰 5명을 납치 감금 폭행하고 이를 구출하려던 경찰관 7명이 화재와 추락으로 숨지고 외부에 근무중이던 경찰관 등이 부상당한 사건이다. 이 사건으로 91명의 대학생들이 구속되기도 했다. 노무현과 문재인이 학생들을 변론하였으며 김대중 정권에서 만든 민주화운동 관련자 명예회복 및 보상심의위원회에서 이 사건 관련자 학생들을 민주화 운동가로 인정해 법적 보훈 대상자가 됨.

## 경과
1989년 3월 14일 동의대학교 영문과 김창호 교수가 "우리 대학 입시에 부정사례가 있어 진상규명을 요구했으나 학교 측이 이를 은폐하고 있다"는 내용의 양심선언을 했다.
1989년 3월 21일 동의대학교 총학생회 간부 등 50여 명이 양심선언의 진상규명을 요구하며 총장실 점거농성을 시작하였다. 점거농성은 5월 3일 강제 해산 시까지 이어졌다.
1989년 5월 1일 노동절 집회를 마친 학생들이 중간 투표 약속을 불이행한 노태우 정권을 규탄하며 시위를 벌였다. 14시 30분경 100여 명이 교문 밖 500m까지 나와 시위를 벌였는데, 학교 밖 500m 거리에 소재한 가야 파출소에 화염병 10여 개를 던져 유리창이 깨지고 화재가 일어났다. 경찰은 학생을 해산시키기 위해 공포탄을 발사하고 주동자 정 모 씨를 검거했다. 시위학생들은 쇠파이프 등으로 파출소장을 폭행한 뒤 도주했으며 다시 동료학생을 구출하기 위해 100여 명이 화염병 50여 개를 투척하며 파출소를 기습했다. 파출소장은 경고 뒤 다시 공포탄 발사를 통해 시위대 해산을 유도했다.
1989년 5월 2일 15시 30분경 300여 명이 전일 파출소 습격에 의한 공포탄 발사를 계기로 ‘경찰총기난사 규탄실천대회’를 벌인 다음 교문 밖으로 진출해 재차 화염병을 투척했다. 경찰이 본 시위에 참가한 장 모 씨 등 8명을 추가로 검거하자 학생들은 학교 밖 300m 지점에서 근무하고 있었던 부산 사복80중대(2080) 소속 전투경찰 5명을 납치하고 학내에 감금하여 폭행했다. 학생들은 5명의 전경을 납치한 이후 5월 1일부터 시위중 연행된 학생 9명과 교환을 제시했다.
학생들은 경찰의 수회에 걸친 전경 석방요구에도 불구하고 불가능한 조건(경찰이 연행된 학생 8명의 석방의사를 밝혔지만 구속영장이 신청돼 임의석방 불가능한 정 모 씨까지 석방요구)을 내세워 이에 불응하였으며, 경찰이 납치된 전경 5명을 구출하기 위하여 농성장소인 도서관 건물에 진입하기 직전 이를 통고받은 대학교 총장의 설득에도 응하지 않았다.
결국 총학생회는 5월 2일에 다음날 오후 2시까지 전투경찰을 석방하겠다고 밝혔으나, 부산진경찰서장은 5월 3일 오전 3시경 더 이상 기다릴 수 없다는 판단을 하여 학교측에 학내진입을 통보하였다.
경찰이 학생들에게 납치된 전경을 구출하기 위해 도서관에 진입하자 학생들은 미리 진입로에 설치한 가연물질(시너) 트랩에 화염병을 투척, 경찰관 7명이 숨지고 11명이 중화상을 입었다. 다음은 대법원의 판결문에서 사건 발생 상황을 인용한 것이다.
..피고인들이 도서관에 농성중인 학생들과 함께 경찰의 도서관 건물에로의 진입에 대항하여 바리케이트 등을 치고 화염병을 투척하는 등 방법으로 강력히 저지하기로 하여, 도서관 건물의 현관입구에는 빈드럼통 등으로 도서관 1층 홀과 1층에서 4층 사이의 계단등에는 책상과 걸상 등으로 각 장애물을 설치하고 화염병이 든 상자, 천조각, 두루말이 휴지 등 가연물질이 많이 모여있는 7층 세미나실 복도와 8, 9층으로 통하는 계단에는 석유를 뿌려놓고 경찰이 도서관 건물에 진입하자 현관입구, 1, 2층 사이의 계단, 7층 세미나실 복도, 8, 9층으로 통하는 계단에 화염병을 투척하여 경찰관의 직무집행을 방해하고 이로 인하여 7층 세미나실 복도에서 대형 화재가 발생한 결과 7명의 전경이 사망하고 6명이 부상을 당하였으며, 학생들이 던진 화염병과 돌, 의자 등에 경찰이 맞거나 미끄러져..

사망한 경찰관의 사인은 소사(燒死) 3명, 추락사 4명이다. 추락사한 4명은 건물 남쪽 창틀에 배달려 있었지만 경찰이 시위학생 투신에만 대비해 다른 방향에 매트리스를 설치하였다가 경찰관 3명이 추락하고 나서야 그물을 펼쳤다. 4번째 추락한 경찰관은 심장파열로 사망하였고, 이후 시위학생 1명이 떨어질 때가 되어서야 매트리스가 추가로 설치되었다.
사건 이후 언론은 학생운동의 극렬한 투쟁방식을 비판했고 당국은 소위 원천봉쇄 등과 같은 강력 진압 방침을 천명했다. 동의대학교 총장은 위 동의대사건의 관련자들 120명에 대해, 구속기소된 75명은 전원 제적처분을 했다. 구속되었다가 석방된 학생 10명 전원과 처음부터 불구속으로 입건된 16명 중 학생을 제외한 나머지 15명은 전원 무기정학처분을 하였으며, 무기정학처분을 받은 학생들 중 단순가담자 23명에 대하여는 곧바로 징계해제조치를 했다. 문재인과 노무현이 학생들을 변론하였으나 법원에서는 특수공무방해치사상, 방화치사상죄를 인정, 31명의 학생에게 징역2년에서 최고 무기징역까지 선고했다.

## 사건에 대한 의혹

### 안전조치 지연
경찰관 4명이 건물 7층에 매달려있다 떨어지기까지 다른 경찰관들이 이를 분명히 목격하였음에도 신속하게 조치가 이루어지지 않은 것은 지휘관의 명령이 없었기 때문이다. 다음 인용문은 도서관 밖에서 경비를 서다가 매트리스를 설치한 전경과 도서관 7층에서 추락했다가 살아난 학생의 증언이다.
*도서관 밖에서 경비를 서다가 매트리스를 설치한 전경의 증언.
변호인 : 매트리스 설치는 언제 했는가?
증인 : 중대장의 지시를 받고 구조작업을 했다.
…
변호인 : 추락현장에 그물과 매트리스 설치 안 한 이유는?
증인 : 모른다.
변호인 : 매달린 상태에서 전경들이 소리 질렀는데도 설치하지 못한 이유는?
증인 : 우리 소대는 보이지 않았다.

*도서관 7층에서 추락했다가 살아난 학생의 증언.
변호인 : 그렇게 하니까 그물을 설치했는가?
증인 : 아니다. 오랫동안 그물과 매트리스를 가져오지 않고 어정쩡하고 있었다. 3명이 떨어질 때까지 그물도 없었다.
…
변호인 : 첫 번째 떨어진 전경과 세 번째 떨어진 전경의 시간차는?
증인 : 창틀에 매달린 뒤 3~4분 후에 1명이 떨어지고 또 5~7분 경과 후 2번째 전경이, 또 5~7분 뒤에 3번째 전경이 떨어졌다

### 경찰관의 사망 원인
공식적인 기록에는 3명이 화재로 사망하고 4명이 추락사한 것으로 나와 있다. 하지만 당시 진압작전을 지휘하고 사건을 수사했던 경찰 간부인 유병은 부산진경찰서 경우회장은 숨진 경찰관 7명 모두 화염과 유독가스로 숨졌다고 주장하고 있다.

### 의혹에 대한 반론
일부 언론의 화인과 안전대책 미비와 같은 의혹제기에 대해 현장에 참가했었던 유병은 부산진경찰서 경우회장은 터무니없는 말이라고 반박하였다. 유병은 씨는 동의대 사태 당시 부산진경찰서 공안분실에 경위로 근무했었는데 현장에 직접 출동했고 검거된 동의대생들의 수사를 맡았다. 다음은 학생들이 투척한 화염병이 화인이 아니라는 의혹제기에 대한 인터뷰이다.
* "내가 직접 수사를 했어요. 공정하고 세밀하게요. 당시 시너 7대 휘발유 3의 비율로 섞은 화염병 원료와 화염병이 가득했습니다. 더구나 밀폐된 공간이었어요. 당연히 기화 가스가 실내에 가득 차지요. 나중에 2심 재판부에서 직접 시뮬레이션을 했는데 담당 판사가 직접 와서 확인까지 했습니다.”

또한 그는 작전일지 기록을 근거로 경찰이 인명 안전에 대해 만전을 기했다고 주장하며, 매트리스 설치 문제에 대한 의혹 제기도 어처구니없다고 일축했다.
* ...유 회장이 보여준 참사 당일의 작전일지는 그 날의 병력배치와 임무, 동원 장비까지 낱낱이 기록돼 있었다. 일지에 따르면 이날 불상사에 대비해 동원된 장비는 소방차 4대, 구급차 2대, 추락대비 매트 12대, 그물 10개, 소화기 350대였다... 

## 사건 이후
김대중에 의해 설립된 민주화운동 관련자 명예회복 및 보상심의위원회는 2002년 4월 29일 동의대 사건에 관련한 학생 46명을 민주화운동 관련자로 인정하고 1인당 평균 2500만원의 보상금 지급을 결정했다.
이러한 동의대 사건 관련자의 민주화 유공자 결정에 대해 사건으로 희생된 경찰 유가족과 경찰, 보수언론은 강력한 반대의사를 표명했고 전교조와 운동단체들은 위원회의 결정을 지지했다. 논란이 증폭되자 5월 2일 청와대는 본 안건의 재심을 요구하였다. 또한 여당인 민주당은 최고위원회의를 열고 “아무리 목적이 정당하다 하더라도 사람이 죽은 것까지 정당화할 수는 없다”며 재심을 요청하였지만, 5월 11일 보상심의위원회는 법률 불소급의 원칙에 따라 재심이 불가하다는 입장을 재확인했다.
순직경찰관의 유족들은 “가해자들에게 명예와 보상을 줌으로써 유족들의 명예가 훼손됐다”며 헌법소원을 냈다. 헌법재판소는 2005년 10월 이 헌법소원을 5대 4로 각하했다. 다수의견은 “동의대학생들을 민주화운동자로 인정한다고 하더라도 유족들의 명예를 직접 훼손한다고 할 수 없으므로 따라서 기본권 침해의 자기관련성이 인정되지 않다.”고 설시했다. 소수의견으로 권성, 김효종, 송인준, 주선회 재판관은 폭력 행위자들을 민주화운동관련자로 인정해 법집행 중 희생한 순직경찰관의 유족으로서 청구인들의 사회적 명예를 훼손하였다고 반대했다.
중앙경찰학교에 있는 충의선양탑은 이때 사망한 7명을 기리는 곳이다.

### 전여옥 사건
2009년 2월, 한나라당 전여옥 의원은 동의대 사건이 민주화운동이 아니라고 주장하며 '민주화운동 관련자 명예회복 및 보상 등에 관한 법률' 개정안을 국회에 제출할 것이라고 밝혔다. 그러자 이에 반대하기 위해 국회를 찾았던 부산 민주화실천가족운동협의회 공동대표 이모 씨 등이 전여옥 의원을 폭행하는 사건이 있었다.

### 진실화해위, 조사 결과 각하
2006년 ‘동의대 5·3 동지회’ 회원 등은 “동의대 사건 이후 경찰 조사 과정에서 고문 등 인권침해가 있었다”며 진실·화해를 위한 과거사 정리 위원회(이하 진실화해위)에 진실규명을 신청하였다. 이로 인해 진실화해위 소위원회는 “구타 등 인권침해가 있어 국가가 사과해야 한다”는 내용의 조사 결과 보고서를 심의·의결, 2010년 1월 19일에 열린 진실화해위 전원위원회에 상정했으나, “진실화해위는 ‘권위주의 통치’ 시기에 일어난 일을 조사 대상으로 삼는데, 동의대 사건은 노태우 정권 시절에 일어난 일이므로 조사 대상 자체가 되지 않는다”며 재적위원 과반수가 이 사건을 각하하기로 의결해 사건이 각하되었다. 다음날인 1월 20일에는 조사하지 않기로 했다고 밝힘으로서, 보고서 내용은 논의조차 되지 못한 것으로 전해졌다.
한편 2010년 1월 21일, 민주노동당 우위영 대변인은 논평에서 '국가폭력에 의한 이 죽음을 앞에 두고 ‘노태우 정권은 권위주의 통치가 아니다’라고 한다면, 그는 무지하거나 최소한의 양심이 없거나 둘 중 하나다'라 주장하며 '진실을 밝히지도, 화해를 이루지도 못하는 진실화해위는 차라리 해체해 민주 열사들과 민주화 운동을 욕보이는 짓을 중단하기 바란다'라는 문장으로 논평을 맺었다.

## 같이 보기
- 전여옥
- 진실화해위원회
- 민주화실천가족운동협의회
- 동의대학교